# Ени Канон
Ени Џамп Канон (енгл. Annie Jump Cannon; Довер, 11. децембар 1863 – Кембриџ, 13. април 1941) била је амерички астроном позната по стварању Харвардске спектралне класификације. Ово је био први озбиљан покушај да се класификује велики број звезда по њиховој тепмератури.

## Живот и школовање
Ени је рођена у Доверу у САД. Била је најстарија од три сестре. Отац Вилсон (Wilson Cannon) бавио се изградњом бродова а мајка Мери (Mary Jump) била је домаћица кући. Она је прва научила Ени о сазвежђима. Ени је патила од озбиљне врсте грознице, што је касније у току њеног живота довело до губљења слуха. То јој је веома отежало интеракцију са људима, па се концентрисала само на свој рад. Никада није имала мужа и децу.
Ени је била изузетан студент, а посебно јој је добро ишла математика. 1880. године послата је у колеџ у Масачусетс где је студирала физику и астрономију. 1884. дипломирала је и вратила се кући у Делавер. Ени се такође бавила фотографијом. 1892. кренула је на пут по Европи да би фотографисала разне призоре, а кад се вратила у САД њене најбоље слике биле су објављене у једном од тадашњих најчитанијих магазина.
Мајка јој је умрла 1894. када се Ени вратила из Европе. Тада је била принуђена да нађе посао, и уз помоћ бившег инструктора са колеџа, запослила се као професор физике. У току својих професорских почела је да учи о спектроскопији и похађала је разне курсеве астрономије. Наставила је студије на Radcliffe колеџу који је имао приступ Харвардској опсерваторији. 1896. један од професора, Едвард Пикеринг, запослио ју је као асистента на опсерваторији.

## Каријера
1896. када је Ени добила посао у Харвардској опсерваторији, постала је једна од "Пикерингових жена" које је Пикеринг запослио да би помогле у завршавању Хенри Драперовог каталога. Овај каталог давао је информације о звездама до девете магнитуде. Веома брзо почеле су свађе о томе како класификовати звезде. Неки су желели веома упрошћену класификацију, док су други желели компликованији систем. Ени је помогла да се направи компромис а звезде су подељене по спектралним класама О, Б, А, Ф, Г, К, М. Шему је базирала на основу јачине Балмерове апсорпционе линије. Каталог је прихваћен 1901.
Ени и остале жене са харвардске опсерваторије биле су критиковане од стране друштва јер се мислило да жене треба да раде само у кући. Ако су одлучиле да се запосле, добијале би минималну плату за веома напоран рад. Радиле би 6 дана у недељи, 7 сати дневно а добијале по 25 центи за плату.
Ени је била прва да се томе супротстави, помагала је другим научницима да се прославе, и писала популарне чланке о астрономији.
Њен труд се исплатио. До краја свог живота класификовала је преко 500 000 звезда, открила 300 променљивих звезда, 5 нова, и једану спектроскопски двојну звезду. Могла је да класификује по 3 звезде у минути, знајући одмах по спектру у коју класу звезде спадају. Њен каталог званично је прихваћен 9. маја 1922. а користи се и данас.